# 哈密棘豆
哈密棘豆（学名：Oxytropis przewalskii）为豆科棘豆属下的一个种。